# Božo Petrov
Božo Petrov, född 16 oktober 1979 i Metković, Kroatien, SFR Jugoslavien, är en kroatisk politiker och psykiater..
Petrov var staden Metkovićs borgmästare åren 2013–2016. Petrov är partiledare för Oberoende listornas bro som han var med och grundade år 2012. Den 22 januari –14 oktober 2016 var han ställföreträdande premiärminister i regeringen Orešković. Efter nyvalet 2016 tillträdde han ämbetet som den elfte talmannen i det självständiga Kroatiens parlament.

## Politisk karriär
Petrov påbörjade sin politiska karriär som en oberoende kandidat på det konservativa partiet Kroatisk tillväxts vallista. Han lämnade dock senare partiet. 
Den 17 november 2012 grundande han tillsammans med likatänkande det politiska partiet Oberoende listornas bro för vilket han blev partiledare. År 2013 ställde partiet upp i lokalvalen och skönjde framgångar i Petrovs hemstad Metković där det fick 46,25 % av rösterna. Samma år valdes Petrov till Metkovićs borgmästare. Som borgmästare blev han uppmärksammad även nationellt genom sina reformer för att förbättra stadens finanser.
År 2015 deltog partiet i parlamentsvalet och blev då tredje största parti med vågmästarroll. I nyvalet år 2016 blev partiet åter tredje största parti och bildade då koalitionsregering med Kroatiska demokratiska unionen.     